# Nie oczekiwali
Nie oczekiwali lub Powrót zesłańca (ros. Не ждали) – obraz Ilji Riepina namalowany w latach 1884–1888.
Obraz należy do serii dzieł Riepina poruszających tematykę rosyjskiego ruchu rewolucyjnego (Narodnaja Wola i inne organizacje spiskowe).
Dzieło przedstawia niespodziewany powrót zesłanego na Sybir uczestnika ruchu rewolucyjnego do swojej rodziny. Akcja obrazu rozgrywa się w salonie wyposażonym w fortepian, stół i kilka krzeseł, z obrazami na ścianach. Ubrana w fartuch służąca otwiera szeroko drzwi do salonu, wpuszczając do niego nowo przybyłego. Mężczyzna ubrany jest w znoszony chłopski płaszcz (armiak) i stare buty, w ręku trzyma kapelusz. Ma krótko ścięte włosy, zaś jego twarz wyraża radość zmieszaną z niedowierzaniem i poczuciem winy. Zesłaniec został ukazany w najsilniej oświetlonym miejscu kompozycji, gdzie zbiega się światło padające od strony otwartych drzwi i od okna po lewej stronie obrazu.
Na pierwszym planie artysta ukazał matkę zesłańca, ubraną w żałobny strój domowy oraz czepiec, która na widok syna wstała z fotela i zatrzymała się w geście niedowierzania, wpatrzona w jego postać. Podobny wyraz twarzy widoczny jest u młodej żony powracającego, siedzącej na fotelu przy fortepianie w głębi obrazu. Dwoje małych dzieci, siedzących za stołem, przygląda się ojcu ze zdumieniem (dziewczynka) i radością (chłopiec). Artysta uchwycił moment, w którym rodzina nie dowierza jeszcze w szczęśliwy powrót mężczyzny, zanim wszyscy zaczną z radością się witać.
W czasie pracy nad obrazem Riepin szczególną uwagę poświęcił postaci powracającego zesłańca i wyrazowi jego twarzy. Początkowo planował ukazać go jako człowieka silnego i zdecydowanego; już po zakończeniu pracy nad pozostałymi partiami dzieła nadał jego postaci bardziej wieloznaczny charakter.
Gniedycz wymienia obraz Nie oczekiwali wśród najlepszych płócien Riepina.